# Assistant Secretary of State for Oceans and International Environmental and Scientific Affairs

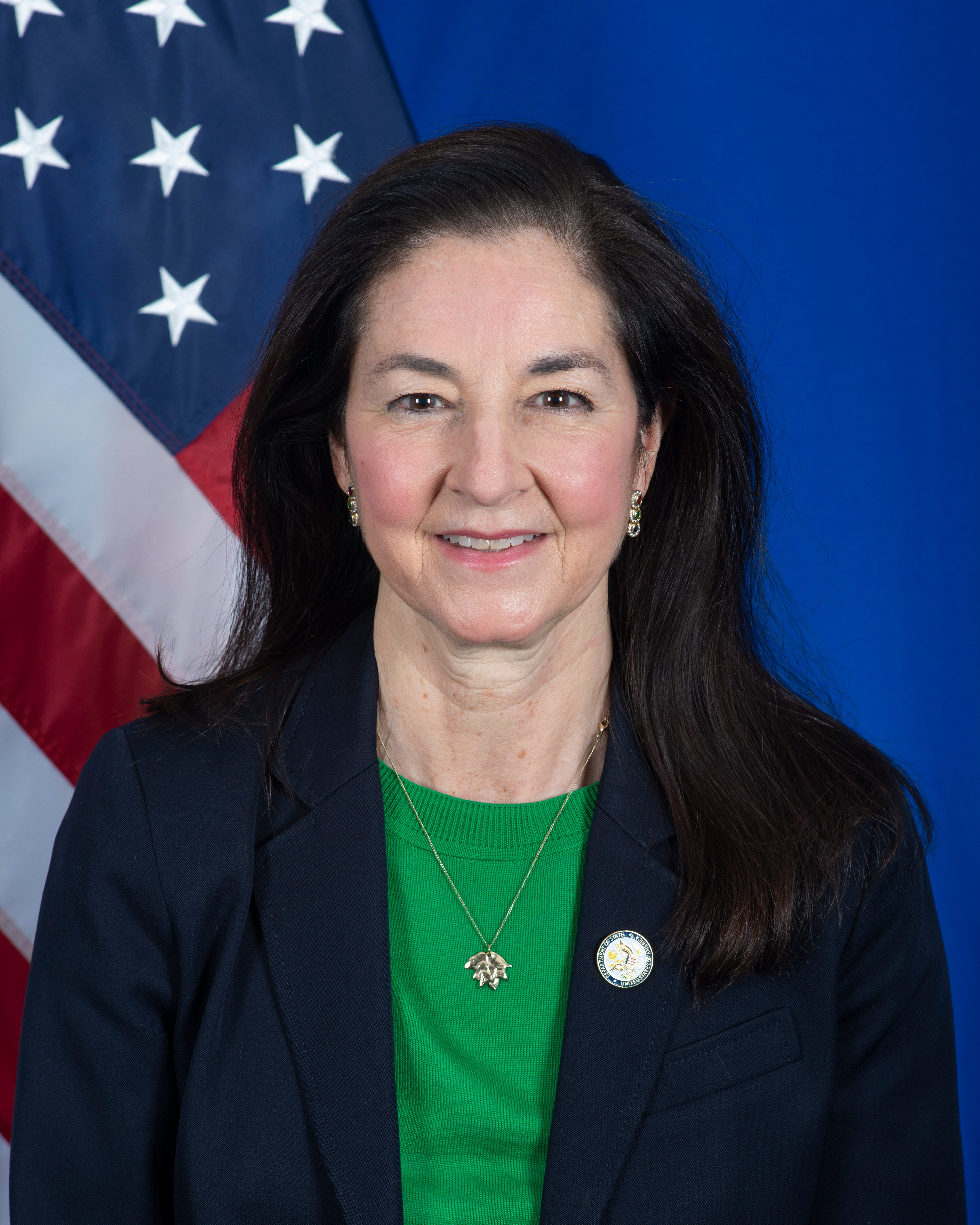
Monica Medina, ehemalige Assistant Secretary

Organigramm: Die administrative Gliederung des Außenministeriums (englisch)

Der Assistant Secretary of State for Oceans and International Environmental and Scientific Affairs ist ein Amt im Außenministerium der Vereinigten Staaten und Leiter des Bureau of Oceans and International Environmental and Scientific Affairs. Er untersteht dem Under Secretary of State for Economic Growth, Energy, and the Environment.
Am 18. Oktober 1973 erlaubte der Kongress der Vereinigten Staaten mit dem Department of State Appropriations Authorization Act ein Bureau of Oceans and International Environmental and Scientific Affairs, welches am 8. Oktober des nächsten Jahres gegründet wurde. Es ersetzte das Office of International Scientific and Technological Affairs, das Office of the Special Assistant to the Secretary for Fisheries and Wildlife and Coordinator of Ocean Affairs, das Office of the Special Assistant to the Secretary for Population Matters und den Special Assistant to the Secretary for Environmental Affairs. Seine Aufgabe ist der Klimaschutz.

## Amtsinhaber
| Amtszeit  | Name                           | Bemerkung        |
| --------- | ------------------------------ | ---------------- |
| 1975      | Dixy Lee Ray                   |                  |
| 1976–1977 | Frederick Irving               |                  |
| 1977–1978 | Patsy Takemoto Mink            |                  |
| 1978–1981 | Thomas Reeve Pickering         |                  |
| 1981–1985 | James L. Malone                |                  |
| 1985–1987 | John Dimitri Negroponte        |                  |
| 1988–1990 | Frederick M. Bernthal          |                  |
| 1990–1992 | E. U. Curtis Bohlen            |                  |
| 1993–1995 | Elinor Greer Constable         |                  |
| 1997      | Eileen B. Claussen             |                  |
| 1999–2001 | David B. Sandalow              |                  |
| 2001–2005 | John F. Turner                 |                  |
| 2006–2009 | Claudia A. McMurray            |                  |
| 2009–2014 | Kerri-Ann Jones                |                  |
| 2020–2021 | Jonathan M. Moore              | geschäftsführend |
| 2021      | Marcia Stephens Bloom Bernicat | geschäftsführend |
| 2021–2023 | Monica P. Medina               |                  |